# Малакка (город)
Мала́кка (малайск. Bandaraya Melaka, кит. 馬六甲市; там. மலாக்கா மாநகரம்) — город в Малайзии на юге Малайского полуострова. Столица штата Малакка. Расположен на берегу Малаккского пролива, в устье одноимённой реки (мал.). Основная часть населения имеет китайские корни. В городе также проживают потомки европейских колонизаторов.

## История

### В XV веке
Малакка ведёт отсчёт своей истории с начала XV века, когда правитель Парамешвара под натиском султана Маджапахита оставил территорию современного Сингапура и обосновался в рыбацкой деревушке на берегу пролива. Побережье Малаккского пролива имело важное стратегическое значение.
Именно здесь вынуждены были останавливаться мореходы, чтобы пополнить запасы съестного и пресной воды и ждать смены направления муссона, который диктовал график движения судов в Индию и Китай. С прибытием в этот регион кораблей Чжэн Хэ Малакка стала верным союзником Минской империи и базой для китайских судов.

### При европейцах
Первым из европейцев достиг этих мест адмирал Диогу Лопиш ди Секейра во главе португальской разведывательной экспедиции, а уже в 1511 г. Малакка была взята португальским флотом под командованием Афонсу д’Албукерке. Город стал одним из ключевых пунктов Португальской империи и крупнейшим портом на юго-востоке Азии. Португальская корона извлекала значительную часть своих доходов из малаккской торговли пряностями. В 1641 г. Малаккой овладели голландцы, а в 1795 г. им на смену пришли англичане. Нидерланды признали потерю Малакки по Лондонскому договору 1824 года.
В XIX веке вследствие заиления устья реки Малакка уступила прежнее торговое значение Сингапуру. Одноэтажная колониальная застройка, признанная в 2008 г. памятником Всемирного наследия, привлекает сюда туристов со всего мира.

## Достопримечательности
К числу достопримечательностей относятся развалины португальской крепости, заложенной Альбукерке, и церкви св. Павла (1521), в которой до 1553 г. почивало тело Франциска Ксаверия. Здание ратуши — пример архитектуры Соединённых провинций середины XVII в. На китайском кладбище сохранились надгробия времён династии Мин.
- Крепость Фомоза

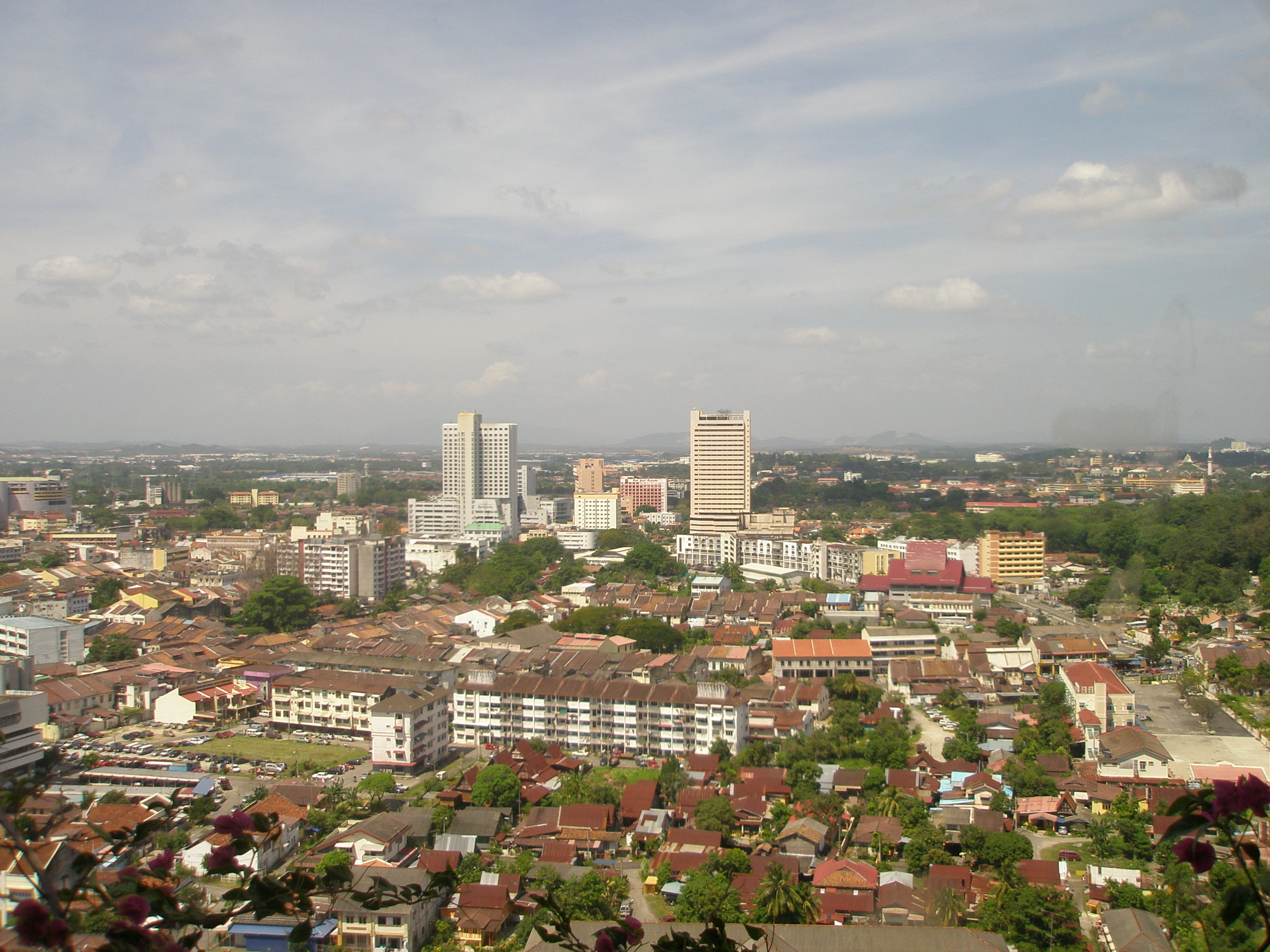
Новая часть города

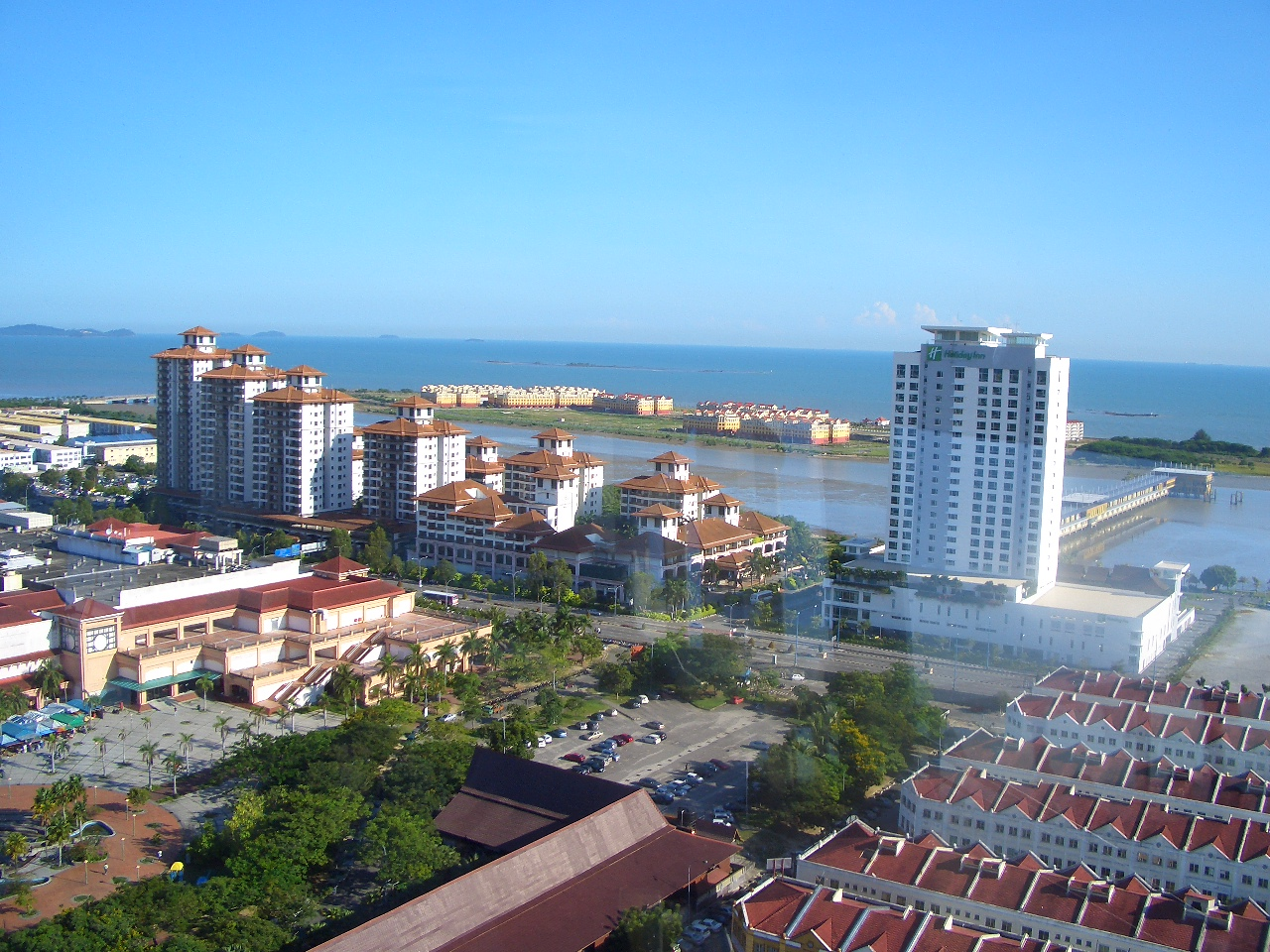
Вид на Малаккский пролив

- Кладбище на Китайском Холме Букит Чина
- Даосский храм Ченг Хун Тенг
- Голландская площадь
- Церковь св. Франциска Ксаверия
- Мавзолей Ханг Джебат
- Мавзолей Ханг Кастури
- Мемориал независимости
- Мечеть Кампонг Хулу
- Мечеть Кампонг Келинг
- Португальское поселение
- Даосский храм По Сан Тенг
- Индийский храм Шри Поййятха
- Форт св. Иоанна
- Форт св. Павла
- Руины Церкви Св. Павла
- Церковь Св. Петра
- Колодец султана
- Мечеть Транквера
- Викторианский фонтан
- Голландское кладбище
- Дворец султанов Малакки
- Музей красоты

## Города-побратимы
- Палембанг, Индонезия